# Chiesa di San Zeno (Brenzone sul Garda)
La chiesa di San Zeno de l'Oselet a Brenzone sul Garda in provincia di Verona sorge sulle rovine di una villa romana e si caratterizza per delle forme architettoniche tipicamente romaniche che risalgono ai secoli XI - XII e XIII. La struttura è infatti il risultato di momenti di costruzione diversi che si concludono con la realizzazione della facciata e la creazione di una torre campanaria.
La chiesa è stata soprannominata "de l'Oselet" in quanto sul pinnacolo del campanile è presente una banderuola metallica che raffigura un gallo come simbolo di vigilanza. All'interno della chiesa sono inoltre presenti affreschi tardo romanici d'impronta bizantina.
La chiesa è posizionata a un chilometro circa dalla contrada di Castelletto di Brenzone sul Garda ed è inserita all'interno di un complesso cimiteriale presso le rive del Lago di Garda. Si presenta quindi come una chiesa cimiteriale, di proprietà comunale e fa parte della Diocesi di Verona.

## Storia
In onore di San Zeno, che fu l'ottavo vescovo di Verona, nell'area del Lago di Garda furono innalzate circa una decina di chiese, tra cui quella di San Zeno a Castelletto di Brenzone sul Garda. Viene considerata un “cimelio d'antichità”, la più vetusta delle chiese della diocesi poste sulle sponde orientali del Lago di Garda. Fu dedicata a San Zeno in quanto era il protettore e patrono della diocesi, colui che evangelizzò la città; non è stata rinvenuta in questa chiesa alcuna testimonianza che leghi il luogo alla la presenza di San Zeno o sono stati nel tempo smarriti.

### Fasi costruttive della chiesa
La chiesa romanica attuale venne costruita al posto di un precedente edificio di culto ubicato in corrispondenza dell'estremità sud-occidentale del complesso residenziale della villa di età romana, sfruttandone murature e piani pavimentali. Nella seconda metà degli anni ottanta del Novecento degli scavi, effettuati per la deumidificazione della chiesa, misero in luce diverse strutture murarie di cui furono registrati la posizione e l'orientamento. Questo ha fatto supporre che la struttura attuale della chiesa abbia subito varie modifiche e vissuto diversi momenti costruttivi nel corso del tempo; ci furono infatti ben tre fasi evolutive. Alcune indagini condotte all'interno della chiesa hanno fatto ipotizzare che il primo edificio di culto che venne qui realizzato, sfruttando le strutture dell'antica villa romana, risalisse all'età alto medievale, probabilmente longobarda. Si presentava come un'aula unica rettangolare, delle dimensioni interne di 6,70 x 5,50 m, chiusa ad est da una profonda abside di forma semicircolare del diametro interno di circa 3 m, coeva alle murature dell'aula, i cui resti sono tuttora visibili nella pavimentazione della chiesa, riemersi durante una campagna archeologica. La facciata all'epoca fu impostata sulle strutture che costituivano il limite occidentale dell'impianto romano, che però non presentava un profilo continuo data la presenza di aperture e nicchie, che vennero riadattate attraverso l'inserimento di tamponature e nuovi setti murari. Inizialmente era quindi di dimensioni più piccole e vi era un uso cimiteriale dell'area esterna, con un numero limitato di sepolture privilegiate. Le dimensioni e la tipologia dell'aula, unitamente alle sepolture, inducono a ritenere che l'originaria funzione della chiesa fosse quella di oratorio funebre e conservò per tutto il periodo medievale questa funzione funeraria.
Intorno all'anno mille circa, fu invece eretta la prima vera chiesa di San Zeno, che possedeva inizialmente un'unica navata. Cambiò in questo periodo anche la sua funzione, diventando di uso della comunità che andava insediandosi in quel territorio, e divenne quindi una cappella soggetta alla pieve di Malcesine. Nella prima metà del XII secolo fu ingrandita e allargata aggiungendo una seconda navata minore, che si estese verso nord, eliminando il precedente perimetrale settentrionale. Questa stretta navata occupò una fascia del sedime cimiteriale che si trovava in origine all'esterno, la zona fu quindi livellata e il pavimento venne posto ad una quota più alta rispetto alla navata centrale. L'ampliamento in età romanica si estese inoltre verso ovest, cancellando completamente l'atrio e la facciata del primitivo oratorio. Fu creato un altro atrio sul fronte dell'edificio di circa 3,60 m, in un'area occupata precedentemente da delle tombe. Gli indicatori principali di questo intervento sono rappresentati da un pavimento in basoli sistemati senza alcun ordito davanti all'aula e la realizzazione di un'entrata in posizione quasi assiale rispetto all'abside. Anche nella parete di fondo vennero apportate delle modifiche, se prima possedeva solamente un'abside, ne furono poi inseriti ben tre. In epoca romanica l'oratorio subì perciò una consistente ristrutturazione, assumendo la configurazione bipartita e triabsidata attualmente visibile. Tale intervento comportò però la cancellazione del precedente assetto altomedievale.
Fu successivamente inserita, nel XIII secolo, una torre campanaria, che venne spostata più avanti rispetto alle fondazioni di un vecchio campanile ritrovate in adiacenza al cantonale nord-orientale, a pianta quadrangolare delle dimensioni di 2.20 m per lato. La realizzazione di questo campanile comportò il conseguente rifacimento della facciata. Inoltre, gli affreschi che si possono ammirare all'interno della chiesa sono coevi all'ampliamento della struttura stessa.
In origine, inoltre, si supponeva che la chiesa avesse la funzione di chiesa battesimale, data la presenza fino agli inizi del 1900 di un grande fonte battesimale di pietra sorretto da un piedistallo lavorato detto “Bàsia de S. Zen”, posizionato sul fronte della chiesa. Anche la dedicazione a San Giovanni Battista nel ciclo di affreschi della navata minore settentrionale lo faceva dedurre, ma di fatto non è stata trovata alcuna testimonianza scritta che lo confermi. Si sa che dalla metà del XII secolo la chiesa di San Zeno risultava appartenente alla circoscrizione ecclesiastica della pieve di Santo Stefano di Malcesine, come si legge in una bolla del papa Adriano IV del 1159, rientrando quindi nella giurisdizione vescovile di Verona; quindi risulta improbabile che la chiesa avesse una funzione battesimale antecedentemente. Per molto tempo fu la chiesa principale del territorio di Brenzone e anche la presenza di un cimitero attorno ad essa, tuttora esistente, fa pensare che in un passato abbastanza recente la chiesa fosse una parrocchia dalla funzione essenziale a livello di contrada. Inoltre la località di Castelletto, in epoca Medievale, era uno dei distretti abitati più importanti della zona di Brenzone, quindi anche il ruolo della chiesa era rilevante all'epoca. Molto probabilmente rimase una parrocchia fino a circa la metà del XV secolo, quando venne sostituita dalla chiesa di San Giovanni Battista, che dal primo Quattrocento divenne parrocchiale autonoma svincolata dalla pieve di S. Stefano in Malcesine, mentre la chiesa di San Zeno de l'Oselet rimase un semplice oratorio, chiesa sussidiaria della neo-parrocchia di Brenzone. Ancora oggi è qualificata come chiesa sussidiaria della parrocchia di San Carlo Borromeo della Diocesi di Verona. È tuttora una chiesa consacrata e al suo interno vengono officiate delle messe in alcuni periodi dell'anno, in particolare durante la settimana di inizio novembre e nel giorno dei morti; inoltre si celebrano delle messe legate ad alcune festività del paese come, per esempio, il 10 luglio che ricorre la festa della Madonna della salute, legata all'epidemia di colera che ci fu in passato e in questa occasione viene portata in processione la statua della Madonna che per anni fu conservata all'interno della chiesa.
Questo santuario fu restaurato nel 1903 e fu realizzato un nuovo altare a cura della Commissione per la Conservazione dei monumenti. Un ulteriore e significativo intervento fu condotto nel 2009 e riportò la chiesa nuovamente a splendere. Si trattò di un organico intervento di restauro dell'intero edificio promosso dalla Fondazione Cassa di Risparmio di Verona, Vicenza, Belluno e Ancora, la Fondazione Cariverona.

### Documentazione storica
La prima documentazione scritta che fa riferimento alla chiesa si trova nella bolla pontificia del 1159, inviata da Papa Adriano IV all'Arciprete di Malcesine, con la quale conferma alla ecclesia tutti i beni e diritti legittimamente posseduti, e tra questi menziona diverse chiese soggette tra cui questa di San Zeno e nel documento si possono leggere queste parole: “capella vero Sancti Zenonis de Brançone cum decimis et possessionibus suis”. Non è certo il contesto nel quale questo documento viene concesso, sono gli anni cruciali del contrasto fra Adriano IV e l'impero e del diploma per il comune di Brenzone; probabilmente l'arciprete aspirava ad ottenere delle garanzie in via previa, e temeva iniziative da parte dell'imperatore, che infatti accaddero di lì a qualche tempo. Da questa testimonianza ne deriva la conferma che già all'epoca esisteva un buon numero di chiese pertinenti ai piccoli insediamenti dell'alto Garda. Successivamente la chiesa di San Zeno de l'Oselet viene citata insieme al cimitero nelle disposizioni testamentarie di qualche benestante locale come nel 1423 da Domenico del fu Ognibene, nel 1427 da Antonio del fu Moreto e altri.
Un fatto importante che visse questa chiesa, fu la soppressione napoleonica tra il 1806 e il 1810. Nel 1806 infatti Napoleone soppresse gran parte degli oratori pubblici, determinando la chiusura anche dell'oratorio di S. Zeno in data 19 luglio e solamente nel 1810 l'oratorio ritornò nuovamente in attività.

## Posizione geografica

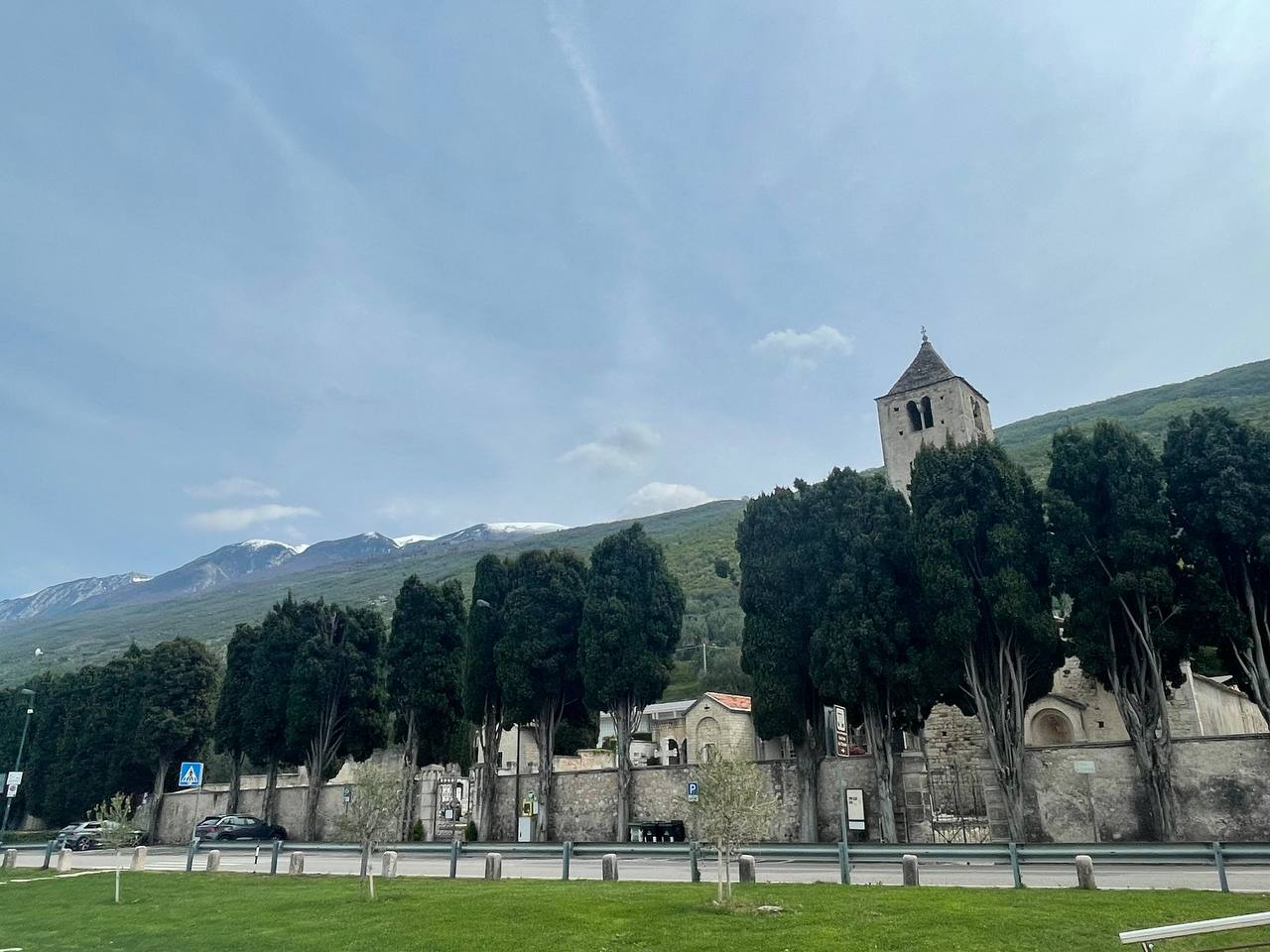
Contesto paesaggistico in cui è inserita la Chiesa di San Zeno de l'Oselet

La Chiesa di San Zeno de l'Oselet è situata vicino le rive del Lago di Garda, ai piedi del Monte Baldo, nel Comune di Brenzone sul Garda, più precisamente ad un chilometro circa dalla contrada di Castelletto di Brenzone sul Garda. La chiesa è facilmente raggiungibile in macchina in quanto si trova lungo la strada principale che costeggia il lago, la Gardesana, e a fianco ad essa passa anche una bella pista ciclabile di recente realizzazione, che permette quindi di raggiungerla anche in bicicletta. È collocata in un punto strategico e anche panoramico e subito visibile dalla strada per chi volesse farvi una sosta e visita culturale. Il primo impianto ecclesiastico venne realizzato in questo luogo dato che all'epoca si presentava come una zona che garantiva indubbi vantaggi funzionali, vista la vicinanza ad un corso d'acqua che scendeva dal Monte Baldo e alla sponda del Lago di Garda. La scelta di tale localizzazione sembra tuttavia principalmente riconducibile alla volontà di garantire la giusta visibilità e fruizione dell'edificio anche dall'esterno.

## Descrizione

### Esterno

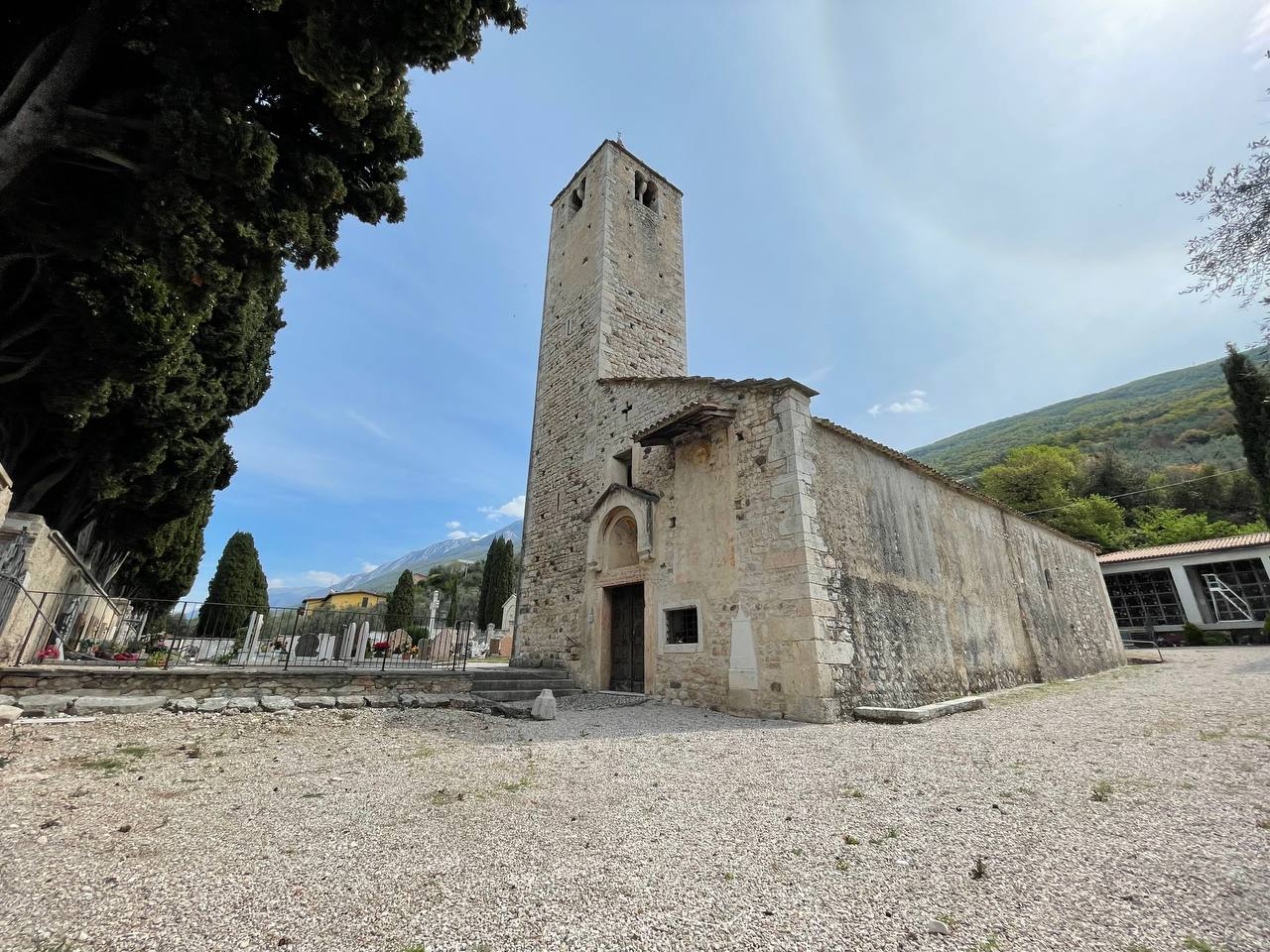
Esterno chiesa San Zeno de l'Oselet

La chiesa di San Zeno de l'Oselet non possiede fondamenta, fu appoggiata alle vestigia della villa romana e di antiche sepolture altomedievali. La struttura attuale dell'edificio è il risultato di tre momenti costruttivi differenti: alla prima fase, forse preromanica, si fanno risalire le murature della parete laterale meridionale e di quella orientale; ad una seconda fase, nel corso del XII secolo, si associa la parete settentrionale, rifatta dopo un allargamento della chiesa, le absidi e la suddivisione interna in due navate; al secolo XIII si associa una terza fase durante la quale venne aggiunta la torre campanaria e ci fu il conseguente rifacimento della facciata. Anche osservando gli esterni della chiesa si possono intravedere i segni delle diverse fasi di costruzione, come per esempio la muratura del campanile che sembra essere la stessa della parete a nord e questo fa presupporre fossero coeve e la muratura meridionale dell'edificio, che nonostante gli interventi più recenti subiti, sopravvisse alle successive ricostruzioni e risulta tuttora conserva in alzato sino ad oltre 3,20 m, per circa 3 m di lunghezza e vi sono ancora leggibili i segni delle varie fasi evolutive della chiesa. Inoltre fu ritrovato un sarcofago come elemento di rimpiego a sostegno della muratura e altri resti di tombe, dato che alcuni ampliamenti della chiesa si impostarono su delle zone occupate precedentemente dalla zona cimiteriale. Ci fu una successiva sopraelevazione della chiesa, intorno al 1700 circa, come accade in molte chiese in epoca post romanica che si soleva rialzarle leggermente. Interessante è anche l'orientamento della chiesa, verso ovest, che richiama un particolare simbolismo dell'arte romanica, un'arte sacra e simbolica. Questo orientamento permette all'abside e all'altare di essere orientati verso est in linea con la prima chiesa della Cristianità a Gerusalemme e in linea col sorgere del sole, creando così un effetto simbolico dall'ingresso buio ad ovest verso la luce del sole che sorge ad est.

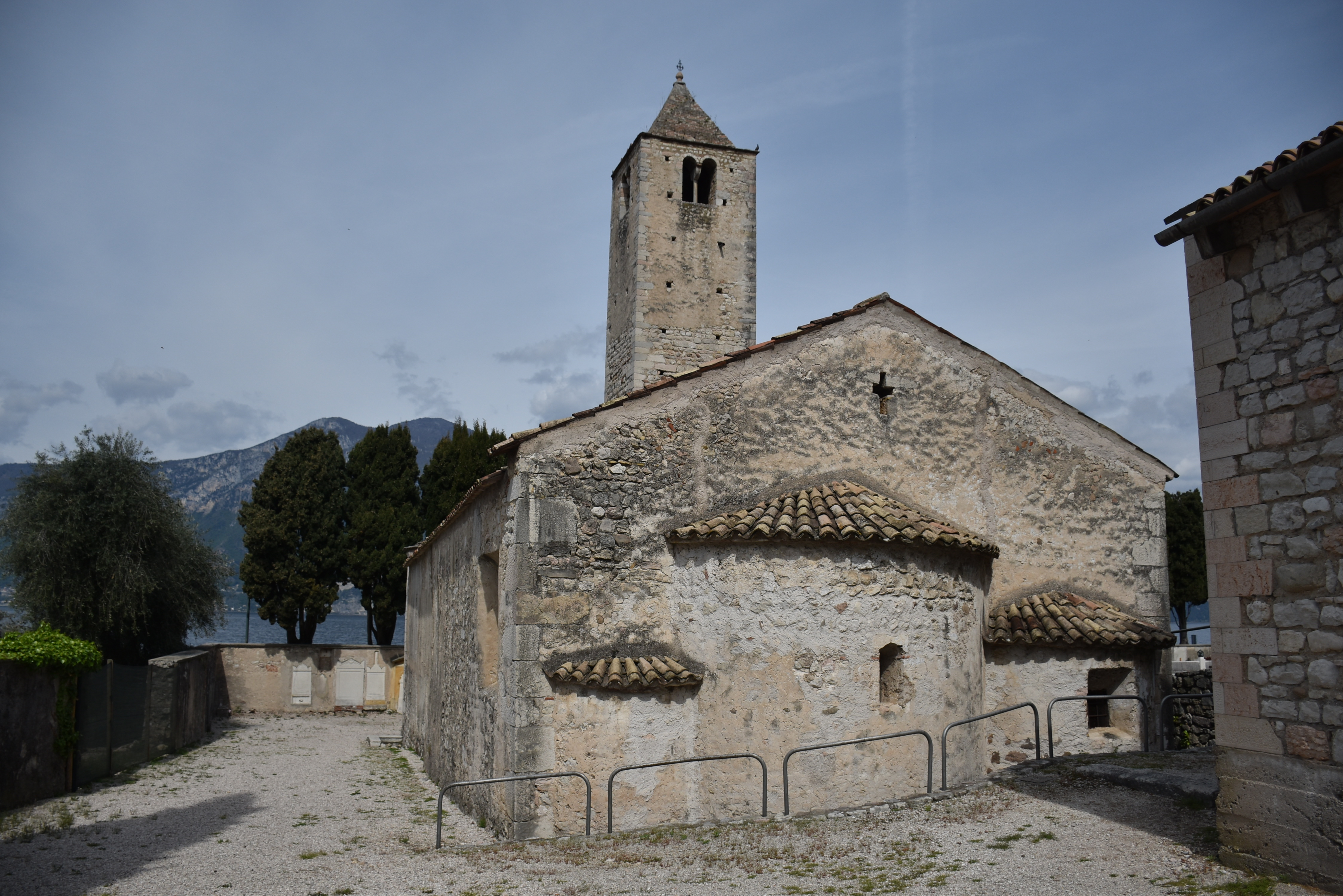
Retro della chiesa di San Zeno de l'Oselet con le tre absidi viste dall'esterno

La chiesa esternamente si presenta come una struttura austera dalla forte potenzialità espressiva, data dalle strutture di elevazione, costituite da una muratura portante formata in gran parte da conci squadrati di pietra calcarea locale e tufo, legati con malta di calce e con tessitura regolare. I paramenti murari esterni presentano un parziale rivestimento ad intonaco e sul lato di settentrione, dove s'innesta la torre campanaria, rimangono le tracce di un ingresso murato, di accesso al campanile. Lateralmente presenta uno sviluppo lineare e regolare, mentre il prospetto orientale, quello del retro della chiesa, è caratterizzato dai tre volumi emergenti, irregolari e asimmetrici dei tre absidi che possiedono forme diverse tra loro e solamente su quella di mezzo permane l'originale monofora strombata e centinata. La parete meridionale, invece, vede l'apertura di una piccola monofora a doppia ghiera, originaria della prima chiesa realizzata intorno all'anno Mille, nell'epoca altomedievale, precedentemente quindi alla chiesa romanica, e infine una finestra rettangolare più ampia con imbotte strombato, analoga alle due aperture presenti lungo il fronte settentrionale.

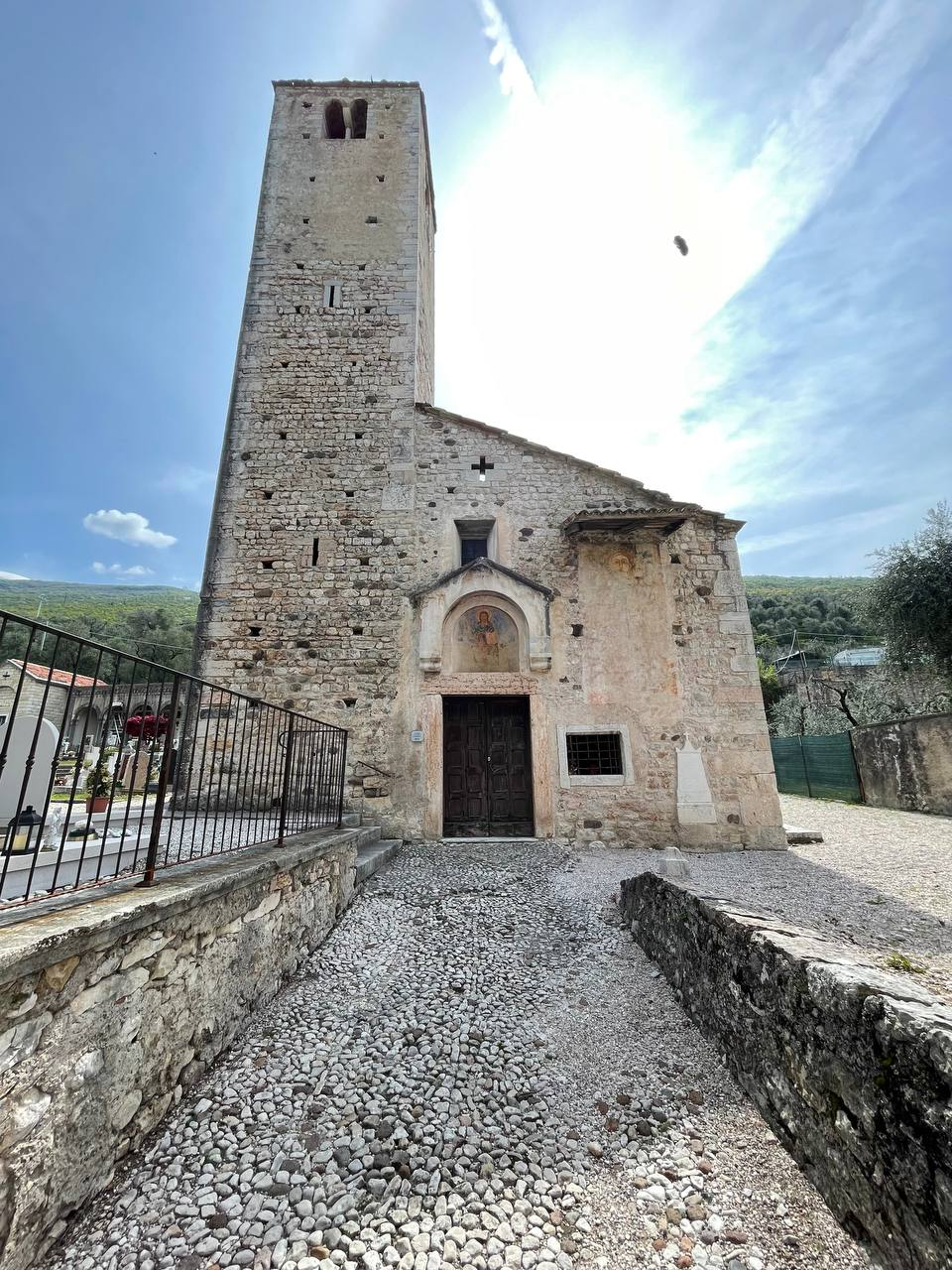
Facciata chiesa di San Zeno de l'Oselet

#### Facciata
La facciata della chiesa è a capanna e si presenta come semplice e sobria, composta da blocchetti di pietra calcarea. È stata rifatta durante l'allungamento dell'edificio verso ovest nella sua terza fase evolutiva ed è in linea con il campanile. Doveva essere una facciata a doppio spiovente, ma a causa dell'imposizione del campanile addossato ad essa, ora risulta ad un unico spiovente, dato che l'altro è stato coperto dalla massiccia torre campanaria.

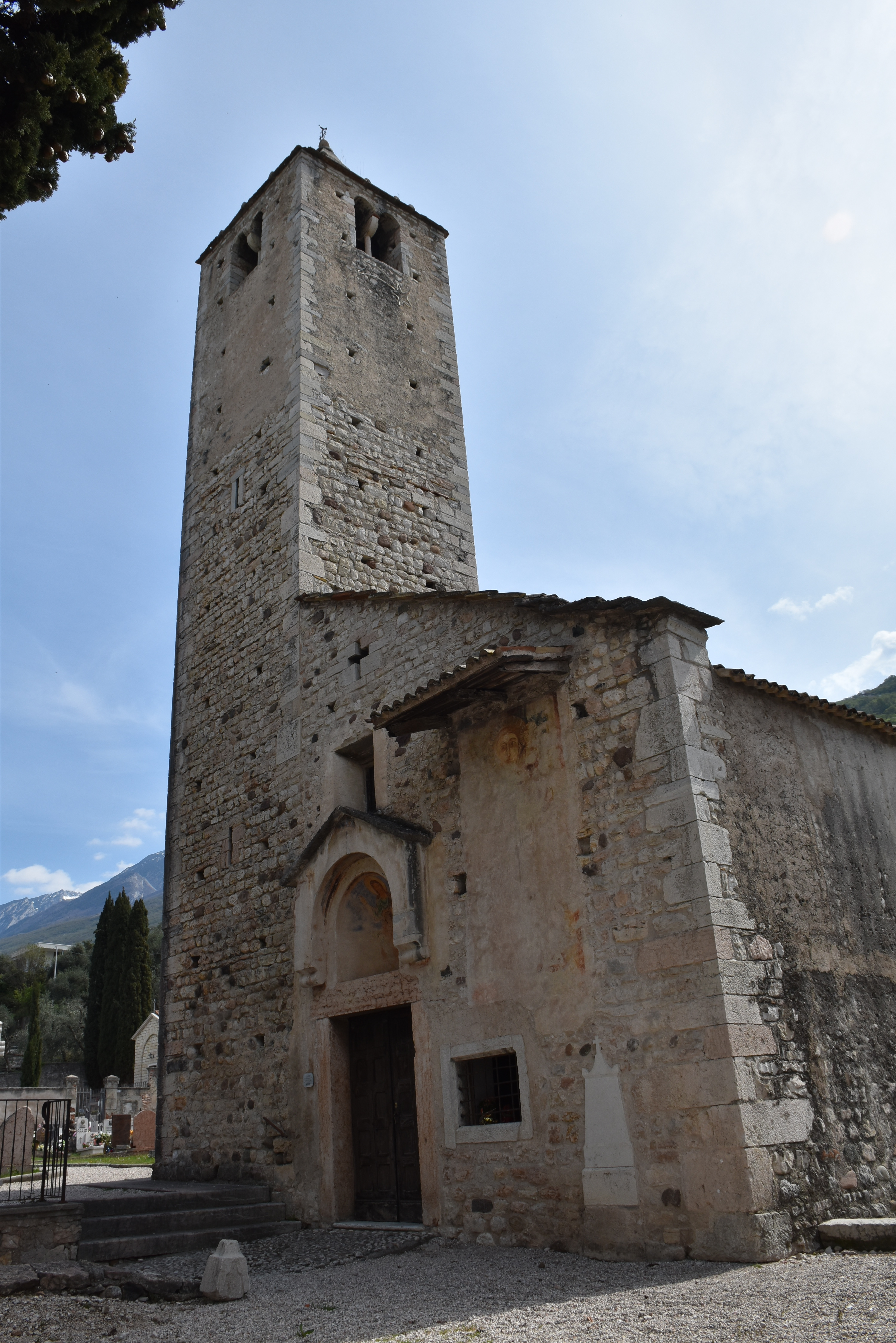
Ingresso chiesa di San Zeno de l'Oselet

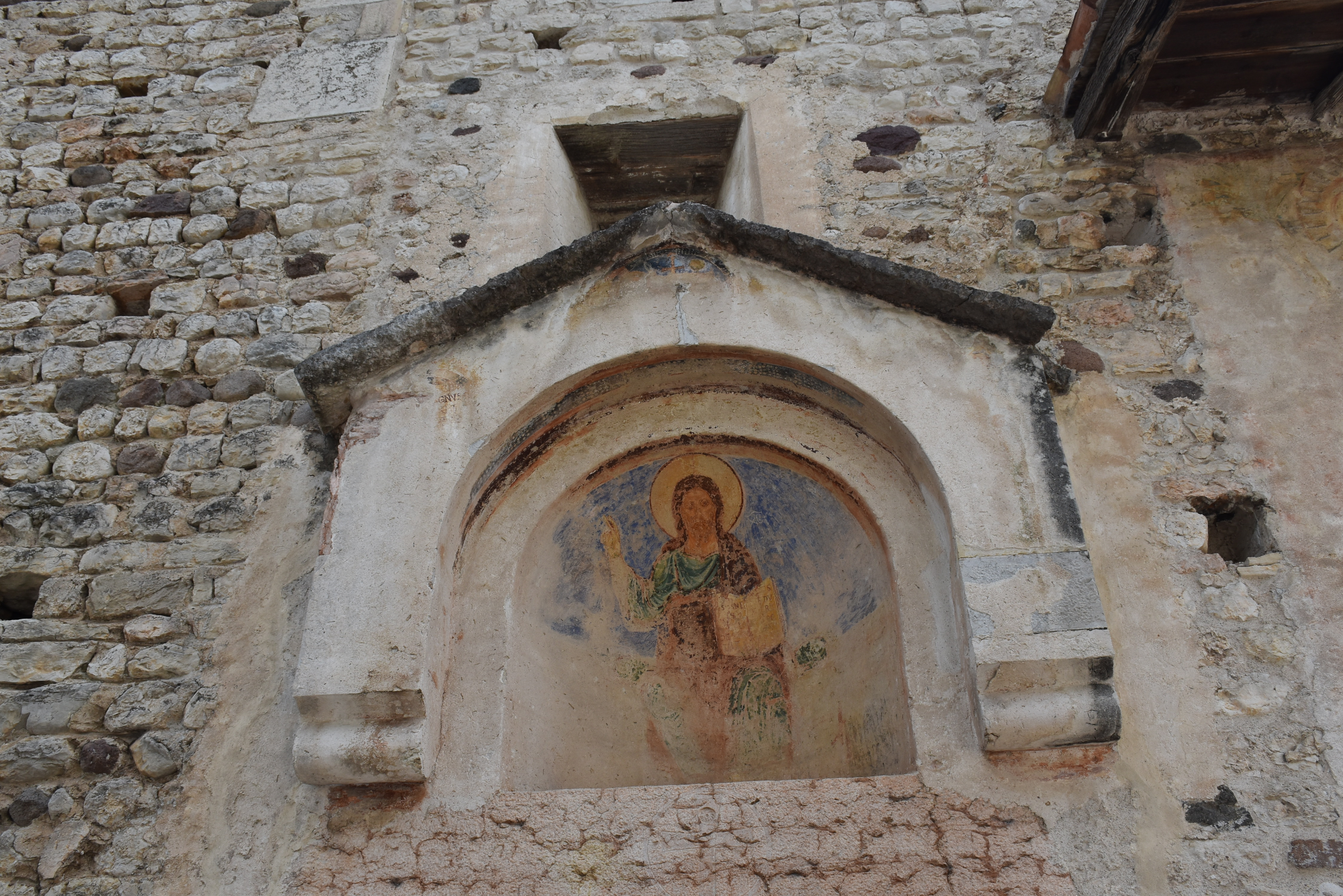
Protiro pensile con affresco di "Cristo benedicente" e incisione della croce greca sull'architrave del portale d'ingresso

L'ingresso principale della chiesa si apre al centro della parete della facciata. Si tratta di un portale rettangolare in legno, con stipiti ed architrave in marmo rosa, su cui è incisa in alto una croce greca inscritta in un cerchio. Questa incisione sulla trave orizzontale, rappresenta una simbologia della cosmogonia, con il cerchio del mondo e all'interno una croce con quattro braccia uguali con al centro un sole rotante con i raggi che si diramano da sinistra verso destra dando un'idea di movimento, richiamando quindi la creazione e il valore salvifico di Cristo. Questo simbolo apotropaico della cosmogonia istologica, è stato posizionato proprio qui sull'architrave così che le persone che ci passano sotto ed entrano nella chiesa ottengano protezione. L'ingresso della chiesa è sormontato da un protiro pensile, timpanato, che racchiude una lunetta con un affresco trecentesco raffigurante "Cristo benedicente". Questo affresco risale al XII secolo e viene messo in relazione con l'intervento della prima metà del XII secolo sulla chiesa. Sul lato destro della facciata, riparato da una tettoia pensile, si può invece ammirare un altro affresco che rappresenta "S. Cristoforo con il Bambino", realizzato più tardi di un paio di secoli dal “Cristo benedicente”, che riflette quello che era il ritorno all'arte bizantina, intorno alla metà del XIII secolo e inizi XIV secolo. Di questo affresco ora sono visibili solamente il viso del santo e del bambino che tiene in braccio. Questo soggetto era solitamente raffigurato nelle chiese montane di epoca romanica, secondo la tradizione, in particolare in quelle affiancate dal passaggio di una strada, mulattiera o cammino importante come lo è questa. Sopra il portale d'accesso si aprono due finestre, una di forma rettangolare e una cruciforme, mentre a lato di esso si trova una finestra di forma quadrata che illumina la navata meridionale.

#### Campanile

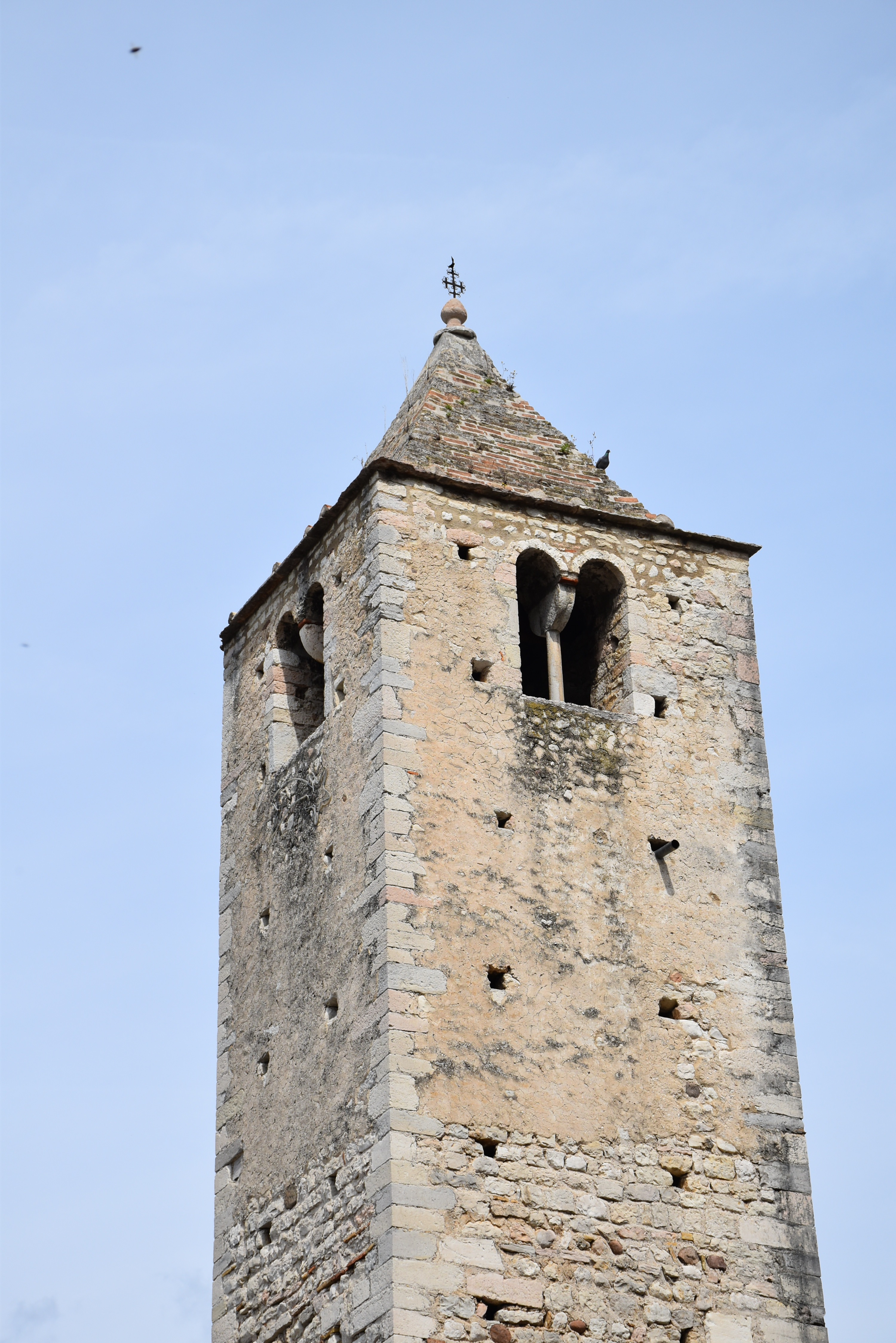
Torre campanaria

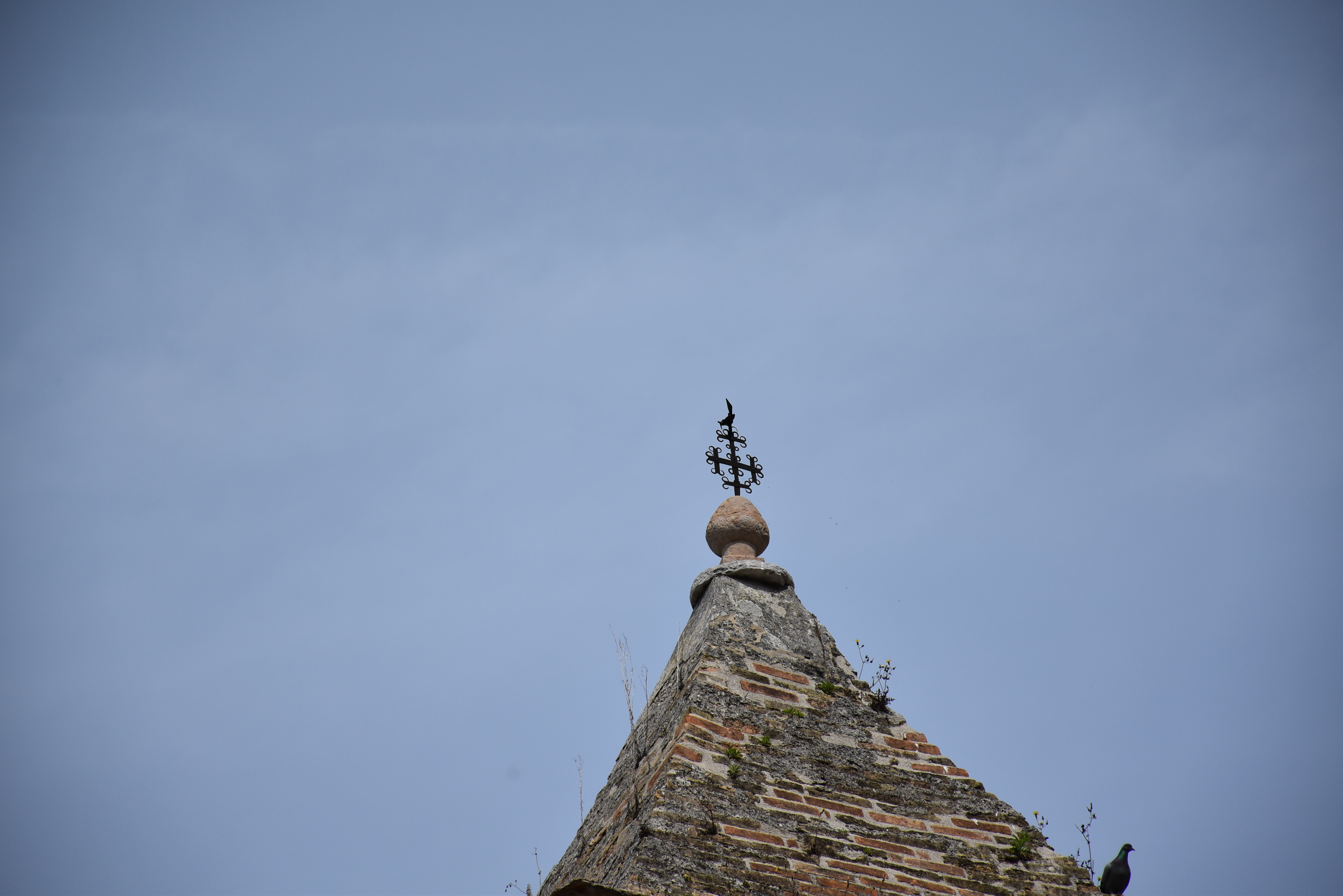
"L'Oselét" nel pinnacolo del campanile

Annessa alla chiesa, posizionata nel lato sinistro della facciata, nel settore anteriore della navata minore, si erge una torre campanaria di pietra calcarea, sormontata da una pina di foggia quadrangolare. Questo campanile è di stile romanico ed è interamente inglobato nella struttura edilizia della chiesa. Presenta un basamento a pianta quadrangolare e possiede una copertura piramidale quadrata in laterizio. Il fusto è composto da blocchetti irregolari di pietra calcarea locale e materiale di reimpiego e sul lato a nord si possono tuttora scorgere le tracce di un antico ingresso al campanile che fu poi murato. Nella sua cima si scorge una cella campanaria con una bifora che possiede capitelli a stampella su ogni lato e nel pinacolo è collocata una banderuola metallica che sventola, che rappresenta un gallo come simbolo di vigilanza e della "veglia" dei frati benedettini. È questo il motivo per cui la gente della riviera in passato denominò la chiesa San Zen dall'oselet, appellativo tuttora associatole “de l'Oselét”.

#### Indagini archeologiche e villa romana

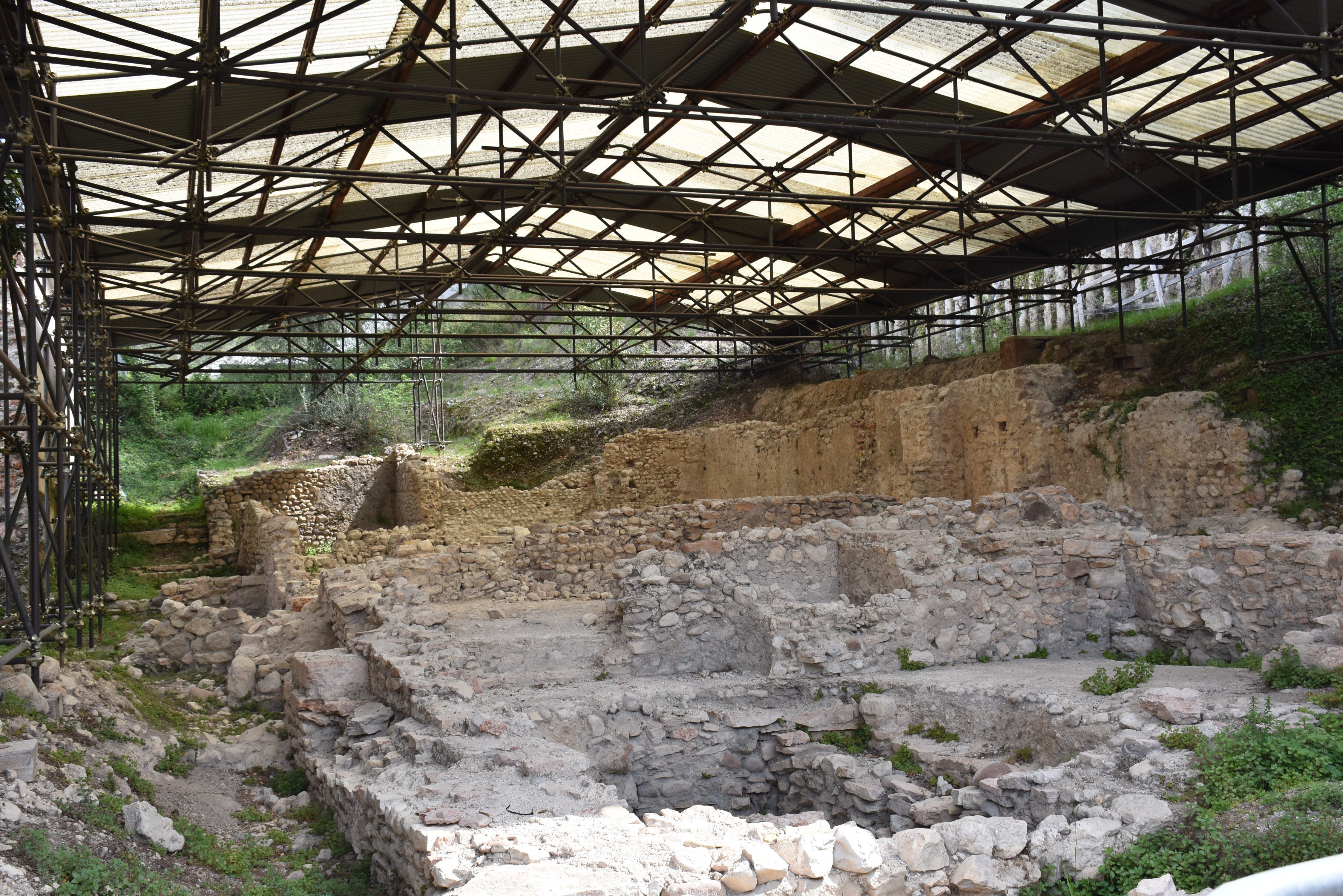
Resti della Villa Romana a fianco alla chiesa

Le vicende della chiesa di San Zeno de l'Oselet si intrecciano con quelle della villa romana, riemersa a fianco dell'edificio, la cui fondazione venne fatta risalire tra l'età augustea e l'età giulia. La chiesa, infatti, è stata impostata sulle strutture della villa, riutilizzandone elementi costruttivi e decorativi e questo fa dedurre e ipotizzare che le sue origini siano da anticipare almeno all'epoca altomedievale. Attraverso un attento studio dei materiali si sono potute constatare delle sincronie tra le ultime fasi di frequentazione della villa e la fondazione dell'edificio di culto, infatti la parte residenziale della villa si sviluppava nell'area attualmente occupata dalla chiesa di San Zeno e dal cimitero moderno. La chiesa venne quindi situata in una posizione certamente non casuale nell'ambito della proprietà e rispettando i limiti dell'impianto residenziale romano. La realizzazione dell'edificio di culto e lo sviluppo dell'annessa area funeraria all'interno del complesso residenziale, determinarono dei cambiamenti nell'articolazione e nella funzione degli spazi della villa, da cui probabilmente fu recuperato il materiale edilizio della nuova costruzione. Molti materiali di spoglio della villa, infatti, furono riutilizzati durante il cantiere della chiesa in età romanica, come per esempio il marmo utilizzato per la realizzazione dei capitelli che dividono le due navate. La presenza di marmi nel complesso di questa villa, ne fa dedurre che si trattasse di un edificio residenziale di un certo prestigio. Inoltre l'ubicazione del sito e la sua centralità in relazione al sistema dei percorsi stradali di comunicazione con l'area del Baldo e la val d'Adige, oltre alla presenza di un approdo sul lago, connotano a questo complesso di Castelletto un luogo di importanza strategica anche nel corso dell'Alto Medioevo, e questo aspetto spiega la lunga frequentazione dell'insediamento. Non c'è dubbio che un insediamento di tal genere costituì, anche grazie alla presenza di un edificio di culto, un luogo centrale per la popolazione rurale dell'entroterra. Le strutture murarie di questa villa romana sono tuttora visibili e sono localizzate nel retro della chiesa, mentre al suo interno si possono osservare altri resti delle vestigia della villa riportati alla luce e per non calpestarli è stata realizzata una passerella in legno con struttura metallica. Le murature e resti della villa sono riemersi durante dei lavori di ampliamento del cimitero e sistemazione di quest'area tra il 2004-2005. Venne quindi avviata dal 2005 al 2010, in questa zona cimiteriale una campagna di ricerche archeologiche e furono compiuti alcuni interventi archeologici anche all'interno della chiesa ed immediatamente al suo all'esterno. Questa area venne considerata dalle grandi potenzialità archeologiche e fu portato alla luce anche un mosaico di prima età imperiale, che confermò a pieno l'esistenza di una prestigiosa villa romana. Le indagini archeologiche hanno accompagnato tutte le fasi del cantiere di restauro strutturale della chiesa, offrendo l'occasione per leggere lo sviluppo dell'edificio di culto dalla sua fondazione all'età contemporanea. La particolare ubicazione di questo complesso di villa all'interno di un cimitero, ne rende impossibile però ulteriori approfondimenti delle ricerche, e certi dubbi al riguardo probabilmente non saranno mai chiariti.

Alcuni scavi effettuati nella prima metà del ‘900 hanno inoltre fatto riemergere alcune strutture ed elementi oltre che dell'antico sepolcreto anche di una borgata al tempo presente attorno alla chiesa di dimensioni non trascurabili, con la possibile presenza di alcune case probabilmente addossate alla chiesa stessa. Tutto questo ne testimonia l'antichità del sito, la sua continua frequentazione nel tempo, i vari ampliamenti e modifiche subite.

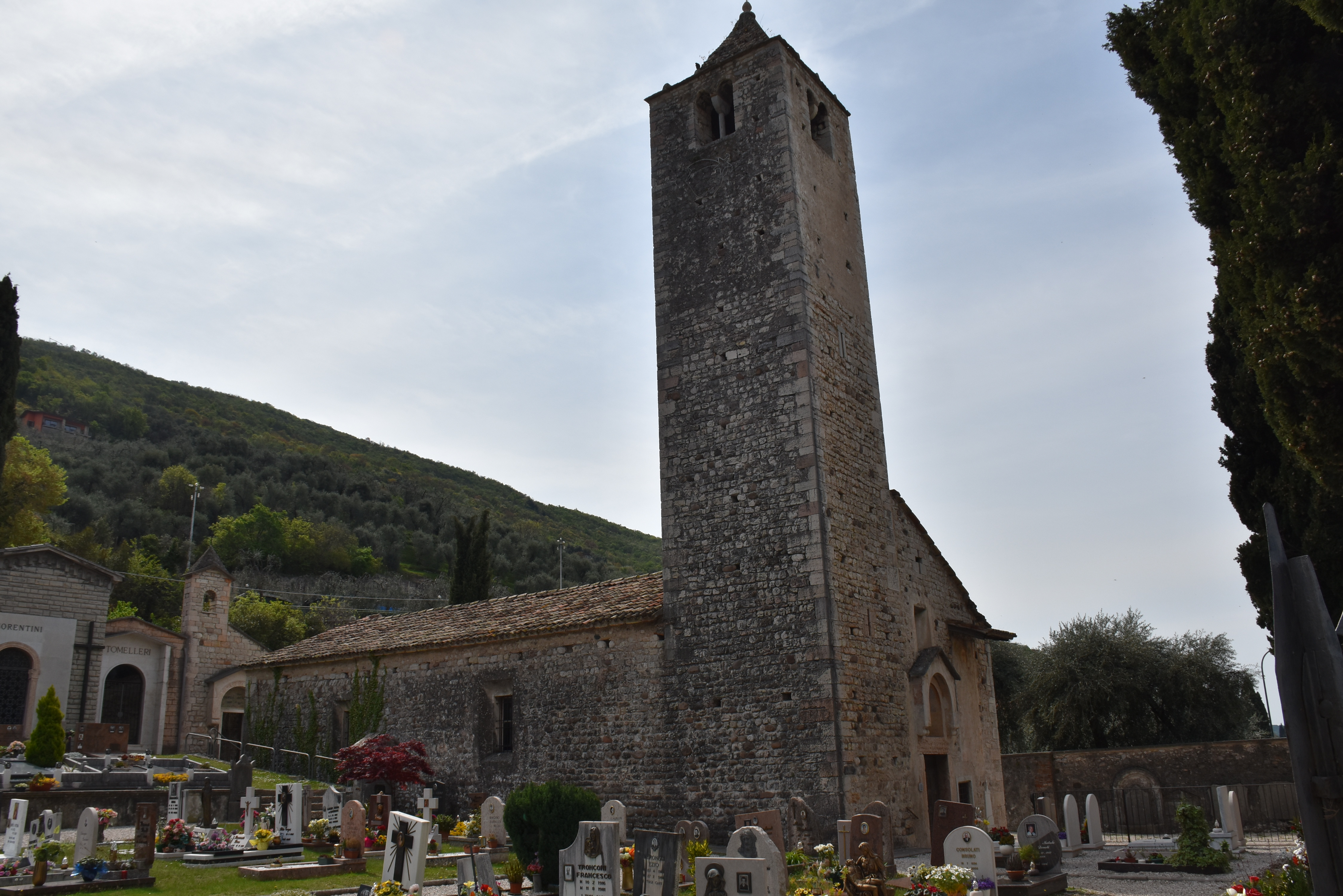
Complesso cimiteriale in cui è inserita la chiesa di San Zeno de l'Oselet

#### Cimitero
La chiesa di San Zeno de l'Oselet è inserita all'interno di un complesso cimiteriale che fu eretto e benedetto nel 1830. La presenza di questo ampio cimitero che si sviluppa a nord della chiesa, fa dedurre che in un passato abbastanza recente la chiesa fosse una parrocchia dalla funzione essenziale a livello di contrada nella zona. Tramite alcuni studi archeologici è stato possibile documentare la presenza di un antico deposito cimiteriale con un andamento digradante verso il lago formatosi per accrescimenti progressivi legati ad attività antropiche e pedogenetiche. A causa di tale deposito si creò un accentuato dislivello tra l'esterno e l'interno della chiesa. Il cimitero di San Zeno è abbastanza ampio e contiene al suo interno delle edicole antiche, come per esempio una dedicata ai sacerdoti eretta nel 1869 che in epoche successive fu restaurata e resa più elegante. Inoltre, nel 1905 nell'altro lato del cimitero ne fu eretta un'altra dedicata alle Suore locali, in quanto in una casetta contigua alla chiesa un tempo abitavano alcune Piccole Suore e prima di loro questo piccolo edificio era adibito a rifugio di eremiti nominato romitorio, abitato in passato da un eremita che custodiva la chiesa. Oltre a questo cimitero nella zona se ne trovavano altri due che venivano all'epoca contemporaneamente utilizzati: quello antico di Biaza e quello di S. Carlo nei pressi della nuova chiesa eretta agli inizi del Novecento.

### Interno

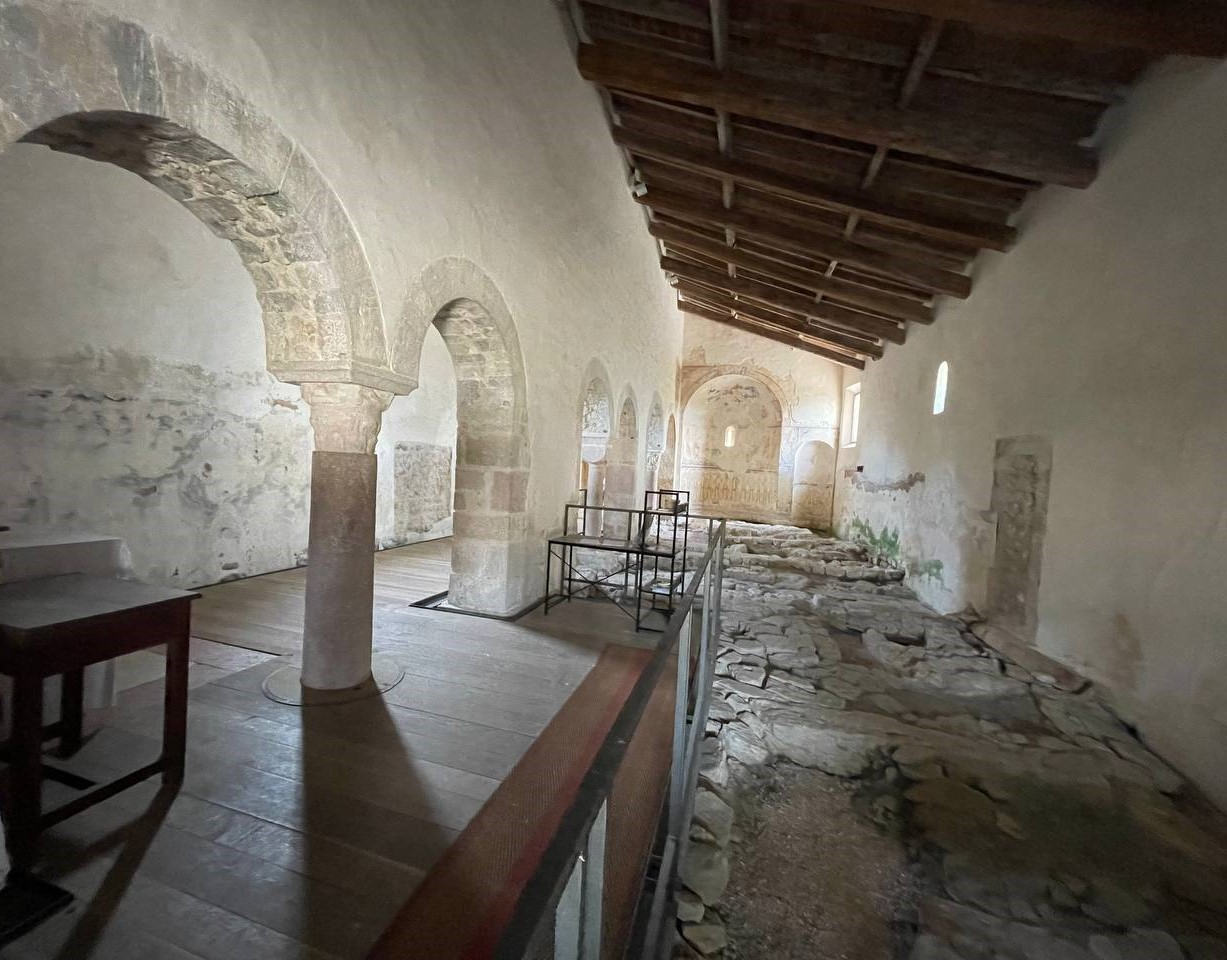
Interno della chiesa di San Zeno de l'Oselet

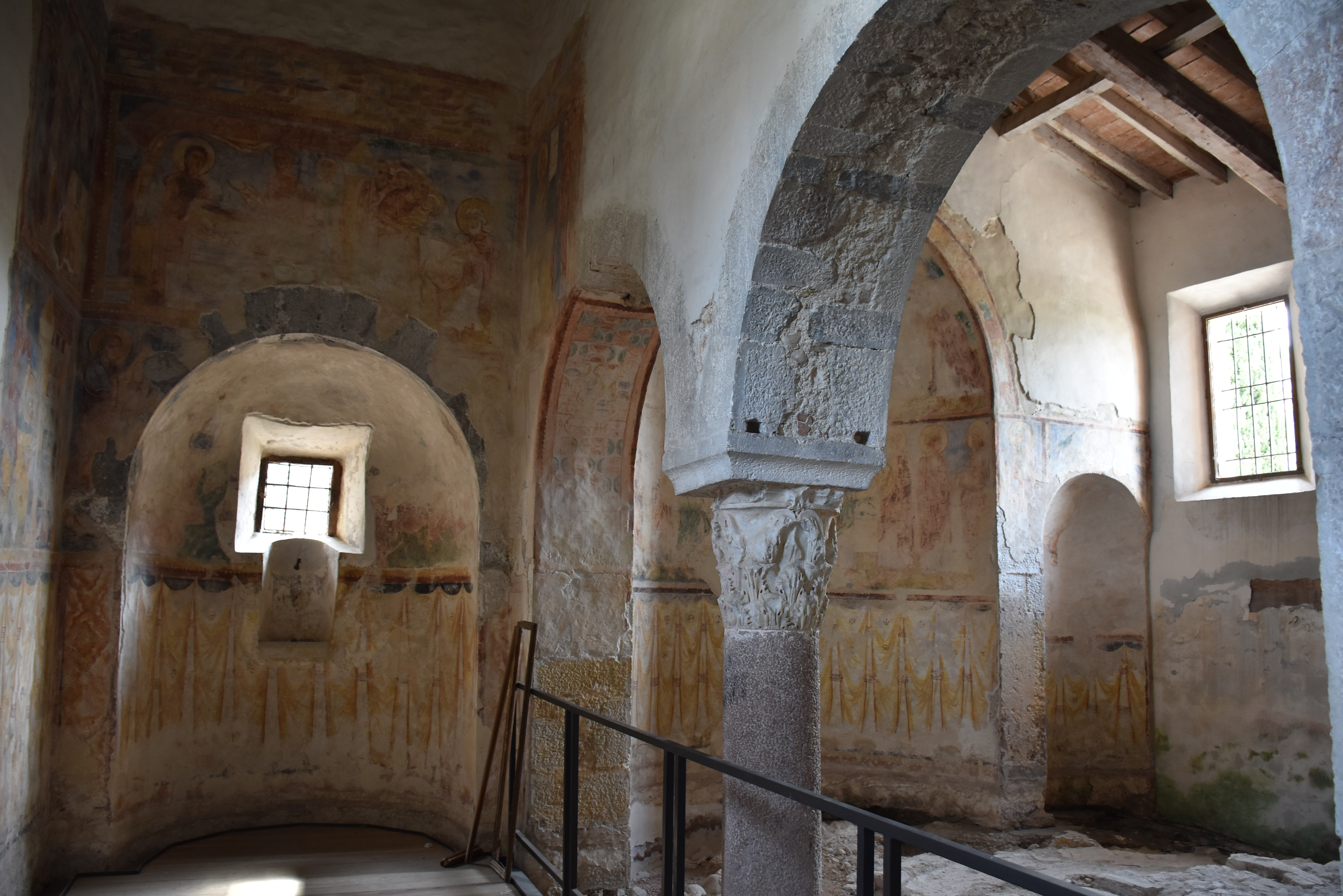
Tre absidi all'interno della chiesa San Zeno de l'Oselet

L'interno della chiesa si presenta come un ambiente semplice ed essenziale nella sua impostazione architettonica. Presenta una particolare forma architettonica asimmetrica assunta dall'edificio in epoca romanica, con due navate asimmetriche e tre absidi tutti diversi tra loro, che sono il risultato di fasi costruttive differenti.

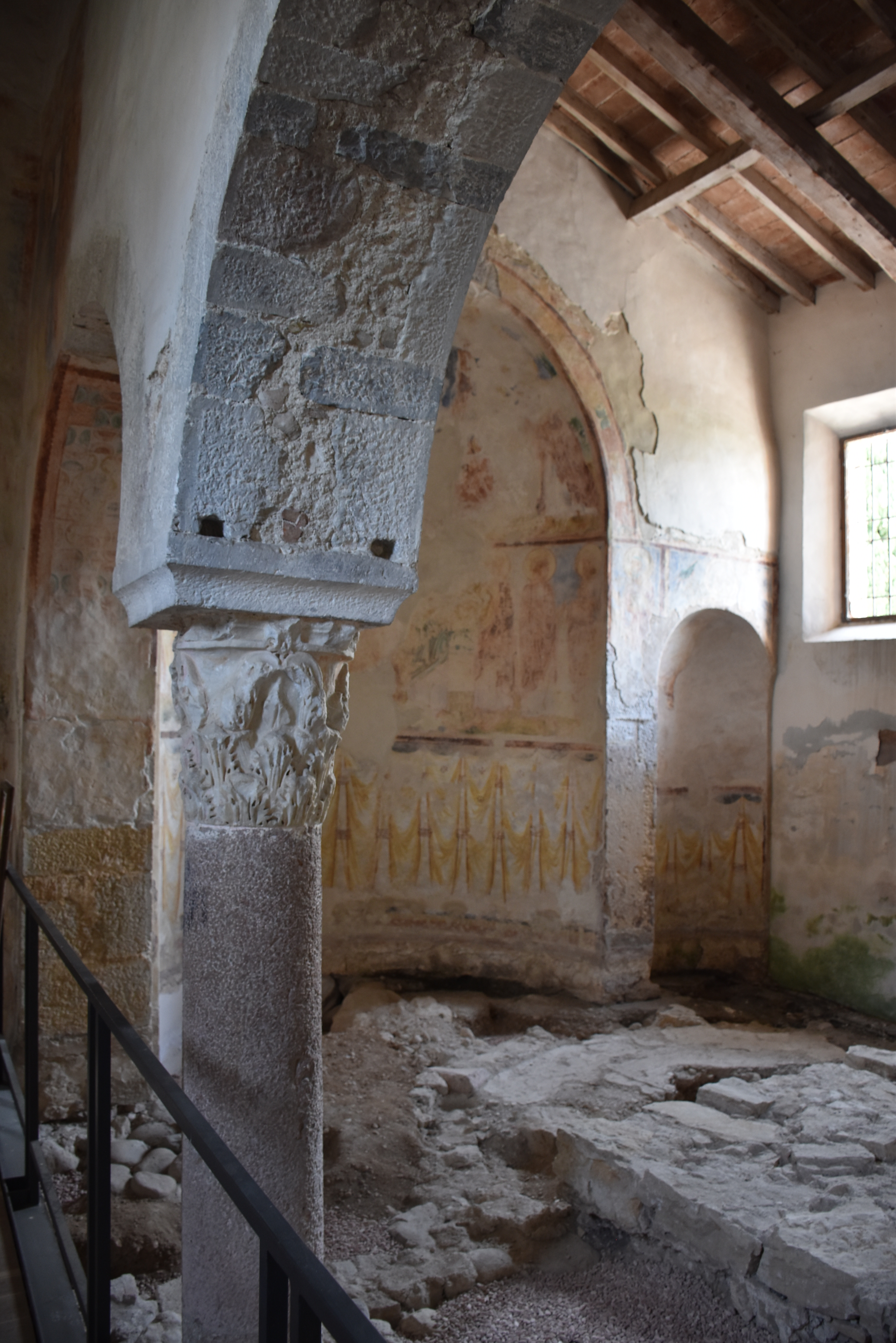
Capitello corinzio che sostiene arcate a tutto sesto

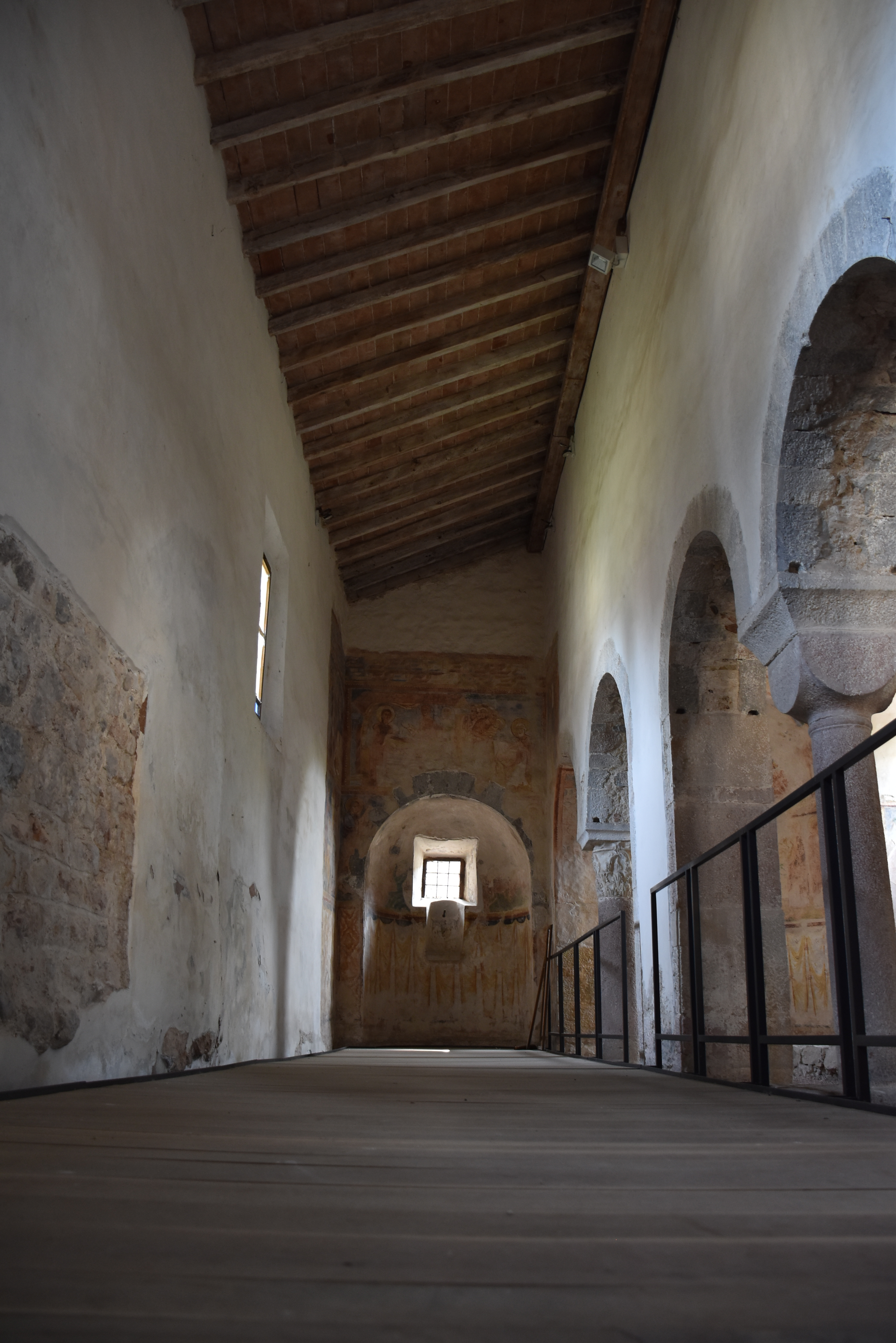
Navata minore della chiesa

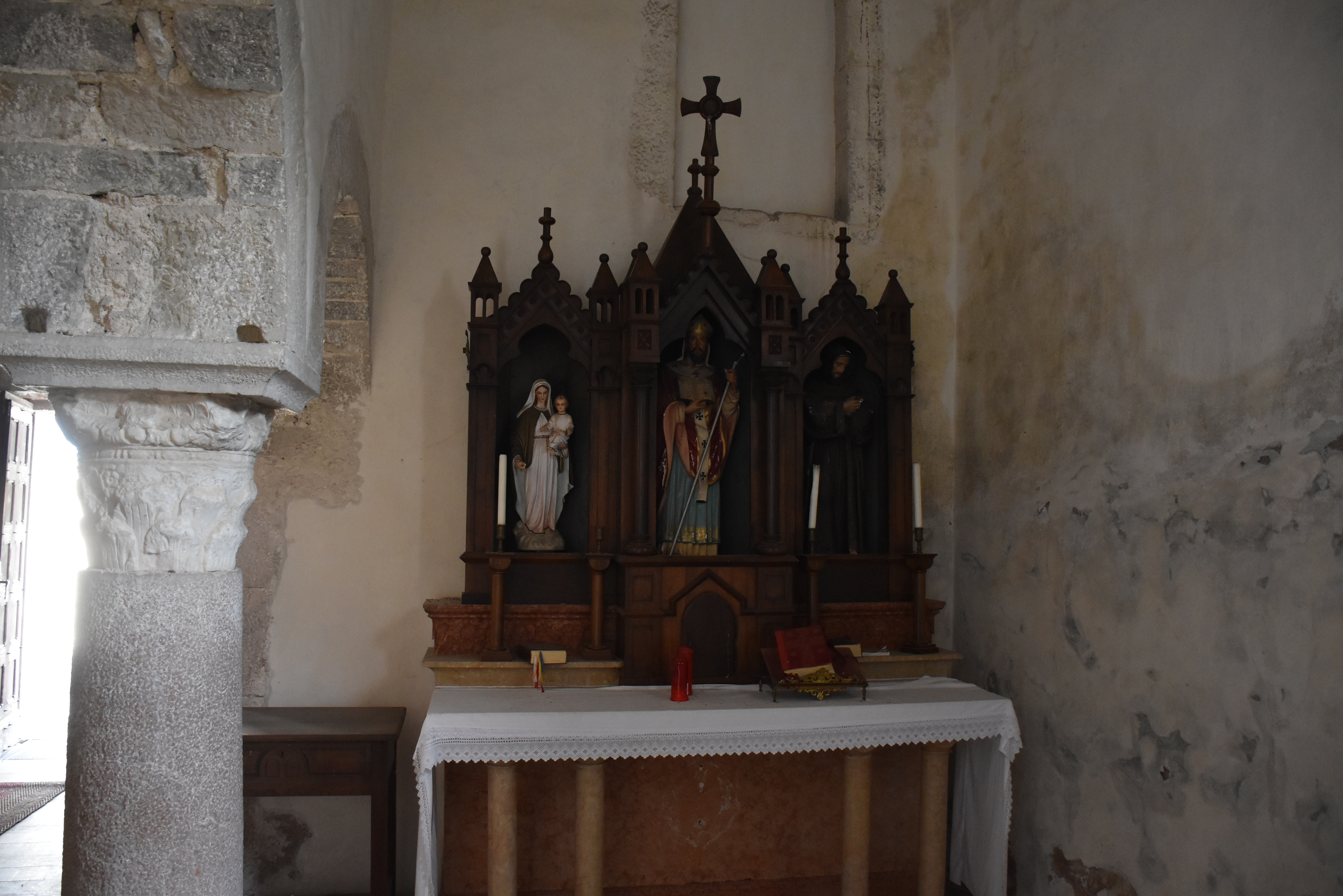
Altare in legno posizionato nella navata minore

La chiesa possiede un impianto planimetrico longitudinale ad aula rettangolare, ed è suddivisa in due navate separate tra loro da un setto murario longitudinale, il quale era l'antico muro altomedievale della chiesa precedente alla creazione della seconda navata. L'apertura di sei arcate in questa muratura, distrusse le testimonianze di un possibile ciclo pittorico presente su questa parete. Queste sei arcate a tutto sesto posizionate in sequenza, sono sostenute da quattro pilastri in blocchi squadrati di pietra a sezione rettangolare, alternati a tre colonne monolitiche in pietra senza basamento. Queste ultime sono sostenute da dei capitelli di tre stili differenti: l'ultima colonna vicino alle absidi e la prima in prossimità dell'ingresso della chiesa sono di fattura romana, una di tipo corinzio risalente agli inizi del I secolo d.C. e l'altra di tipo composito della prima metà del I secolo d.C., la mediana invece presenta una forma più semplice. I due capitelli corinzi compositi sono di marmo bianco e probabilmente sono elementi di recupero provenienti dai resti della villa romana, rinvenuti nell'area di sedime della chiesa e reimpiegati, come lo sono le lastre in marmo rosa che compongono gli stipiti dell'ingresso. La navata maggiore è a terminazione biabsidata, con un'abside centrale di ampiezza maggiore e uno laterale addossata alla parete, più piccola e stretta, che precedentemente era solo una nicchia sede di un altare. Di fronte all'abside centrale si possono scorgere i resti di un antico altare grezzo in pietra, che fu eretto in epoca barocca. Al centro della struttura absidale, nonostante i resti del basamento di questo altare di epoca barocca, si è potuto individuare anche un foro circolare verosimilmente riferibile all'asportazione di un sostegno per un originario altare a supporto unico. Inoltre, nell'abside del coro si trovavano le vecchie panche e una cattedra centrale ora trasportata nella chiesa principale di Brenzone sul Garda. Sull'altare maggiore presente in epoche precedenti, era presente una nicchia con una volta dov'era collocata la pala di San Zenone e da inizio Novecento si trovava anche una triplice elegante ancona di noce del Campetti di Malcesine dove campeggiava un'antica effigie di Maria e la natività scolpita in legno, fiancheggiata da due statue moderne all'epoca di san Francesco d'Assisi e di San Zeno di Giuseppe Nardini di Milano. Nel 1843 la statua fu rinnovata e venne realizzato anche un nuovo bambino, che fu posto alla sua destra in piedi a differenza di quello precedente che era disteso sulle sue ginocchia sotto le sue mani, che lei teneva giunte dinanzi al petto.  All'interno dell'emiciclo absidale centrale è rinvenuta traccia anche dell'originaria pavimentazione altomedievale, che sfruttava un battuto di scaglie di calcare e malta di un ambiente della villa. Nella navata a settentrione, più stretta, è presente invece un'unica abside semicircolare di dimensioni medie rispetto alle altre due e interamente affrescata. In fondo a questa navata minore, dalla parte opposta dell'abside, è presente tuttora un altare in legno, dove si trova una statua di San Zeno di Verona di epoca recente e un'altra che raffigura la Madonna col bambino. Non sono però presenti altre statue o elementi che facciano riferimento a San Zeno, al quale è stata dedicata questa chiesa.
I primi rilevanti interventi di ripavimentazione, che nascosero alcuni antichi resti di precedenti pavimentazioni, sono databili alla seconda metà del XII secolo e primi due decenni del XIV secolo circa, e queste testimonianze ci sono rinvenute grazie ad alcuni reperti monetali ritrovati nel nuovo piano battuto di malta e nella sottostante preparazione di ghiaia.
Nella parete rivolta a sud si può notare un antico accesso della chiesa, ora murato, risalente alla prima chiesa funeraria. Fuori da questa porta era presente una scalinata per entrare nella chiesa e una stradina in discesa che si dirigeva verso l'esterno e il cimitero. Questa area esterna rivolta verso sud fu scoperta in seguito, ed era parte di un antico sepolcreto. Inoltre, quando si entrava da questo antico accesso, era all'epoca presente un piccolo atrio che immetteva nella cappella funeraria, i cui resti si possono in questa parte della chiesa tuttora scorgere, si tratta di mattoni appartenenti alla villa romana riutilizzati come pavimentazione; in questa area emersero anche delle tombe appartenenti all'antica area di sepolcreto con i resti di embrioni di bambini in delle nicchie e fontanili.
È stata realizzata, inoltre, una passerella di struttura metallica e assito ligneo, che si estende nel settore anteriore della navata maggiore e lungo la navatella settentrionale, dalla quale si possono osservare i resti della villa all'interno della chiesa senza rovinarli.
La copertura interna della chiesa è a due falde inclinate asimmetriche con travature lignee portanti, il manto sottocoppo è in tavelle di cotto a vista, mentre il manto di copertura è in coppi di laterizio, innestati lungo il muro a spina longitudinale. I vani absidali sono invece conclusi da una semicalotta sferica in pietra, intonacata ed affrescata verso l'intradosso.
Durante degli interventi di restauro degli intonaci che rivestivano i paramenti interni si è riscoperta, per un breve tratto del perimetrale nord, la tecnica a filari di pietre sbozzate e ciottoli tipica del periodo compreso fra il XII e gli inizi del XIII secolo. Non sono però emersi elementi utili per poter fornire una più precisa definizione della cronologia della ristrutturazione di età romanica della chiesa, la quale resta legata per la gran parte a valutazioni basate sullo stile delle decorazioni pittoriche e architettoniche, riguardo alle quali ci sono ancora dei dibattiti in quanto l'effettiva precisa datazione che si ipotizza tra la prima e la seconda metà del XII e gli inizi del XIII secolo. Tra i reperti legati alla fase romanica della chiesa sono stati ritrovati dei frammenti di pentole in ceramica pettinata con anse sopraelevate dei secoli XII–XIII, che furono sistemate orizzontalmente con lo scopo di colmare alcune lacune presenti tra le lastre pavimentali.

#### Affreschi

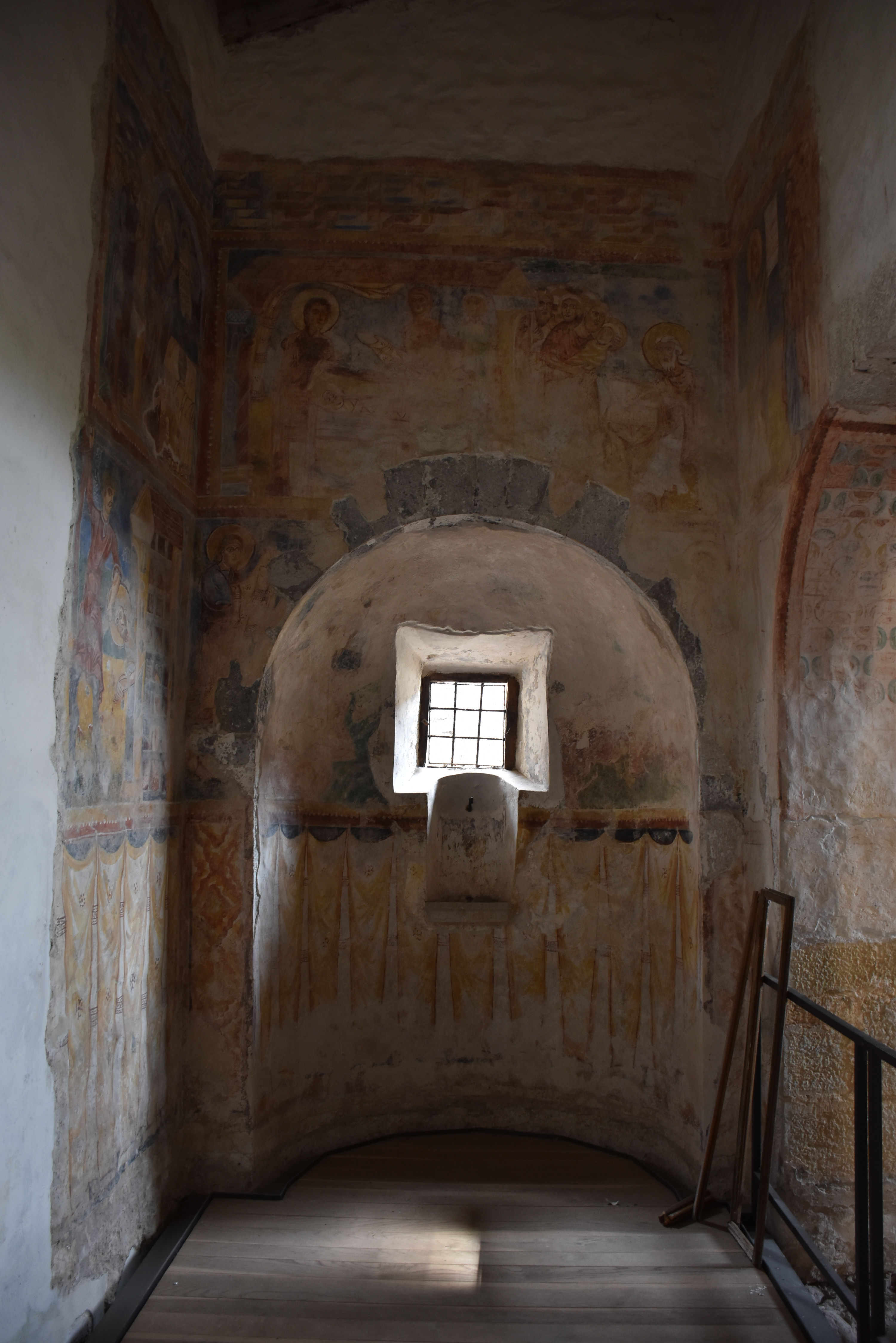
Abside della navata minore affrescato

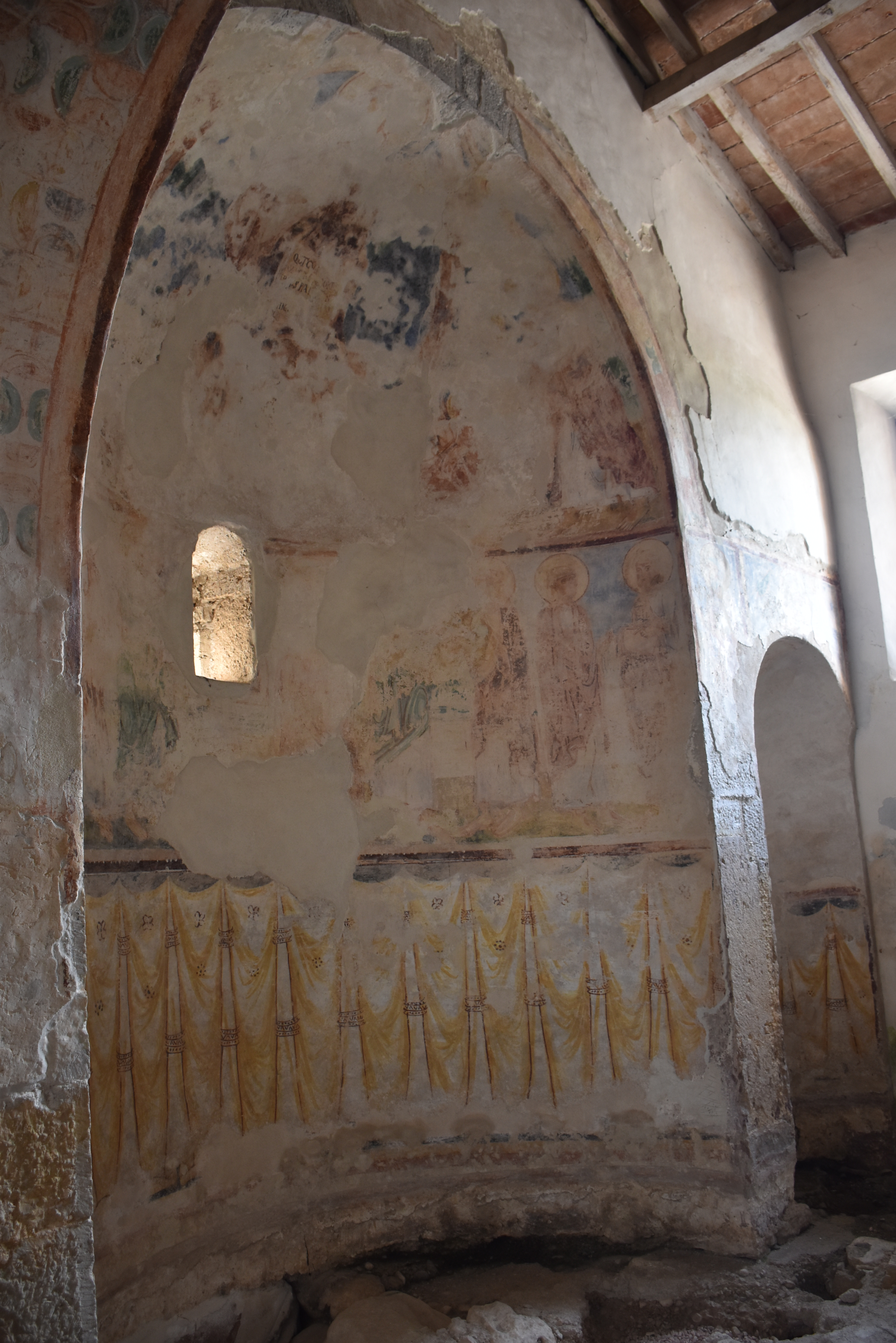
Affreschi abside centrale

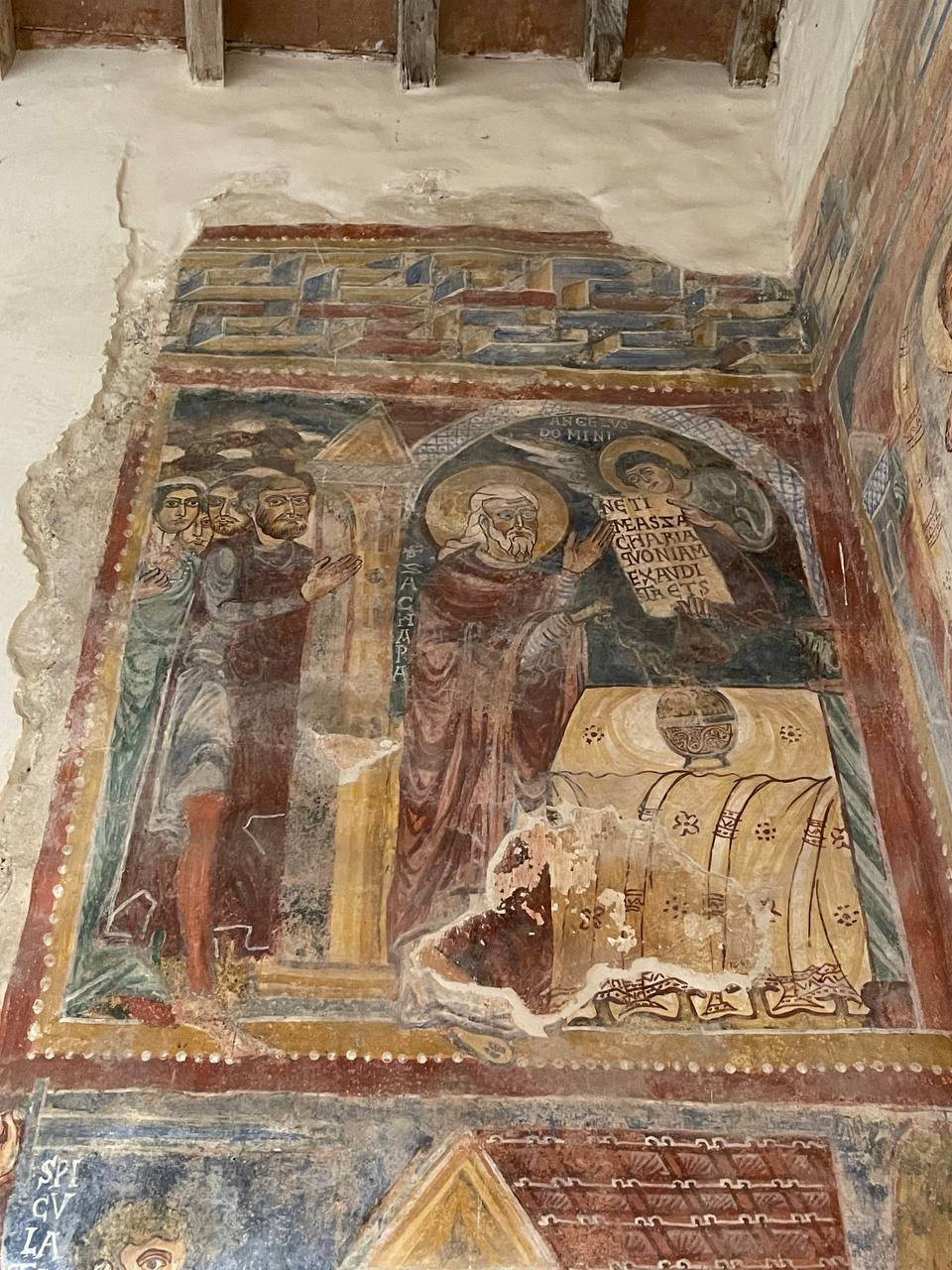
Affresco che raffigura "l'Apparizione dell'angelo a Zaccaria", posto nella parete settentrionale della navata minore

Le pareti interne della chiesa di San Zeno de l'Oselet sono intonacate e tinteggiate e custodiscono un ciclo di affreschi del XIII secolo che narrano la vita di San Giovanni Battista, venuti alla luce nel 1904. Questa serie di affreschi tardo romanici d'impronta bizantina raffigurano “La nascita del Battista”, “L'imposizione del suo nome”, “L'angelo e Zaccaria”, "La predicazione del Battista” e “La decollazione del Battista” sulle pareti della navata minore laterale rivolta a settentrione; sulla parete settentrionale in fondo, in alto dove comincia l'abside sono raffigurati “Caino e Abele”, e probabilmente anche in altre zone della parete c'erano affreschi con rappresentazioni di soggetti biblici, ma purtroppo oggi non più visibili. Lungo il giro dell'abside maggiore sono presenti tre registri di affreschi: nel catino absidale era presente una mandorla con all'interno raffigurato Cristo benedicente inserito tra i simboli degli evangelisti, la Madonna e San Giovanni Battista, ora però non ben visibile; nello scomparto mediano sono raffigurati in successione “Gli Apostoli”, dei quali si possono tuttora intravedere solo alcune ombre e un volto barbuto che potrebbe appartenere, nel rispetto della tipologia tradizionale, a San Paolo; mentre nella parte inferiore si vede un velario che corre in tutte e tre le absidi. Questi affreschi, purtroppo, destano in condizioni di rovina. Anche nelle altre absidi sono presenti decorazioni ad affresco tardoromane: nell'abside più piccolo verso sud, in alto si intravede un pavone che in simbologia era un animale che indicava immortalità e resurrezione; mentre l'abside verso nord contiene gli affreschi meglio conservati fino ad oggi, che seguono un preciso filo narrativo. Il successivo inserimento in quest'ultimo abside di un lavacro e una finestra, interruppe in parte alcune raffigurazioni che dovevano decorare lo scomparto inferiore e la parte absidale, dov'è nel tempo scomparso il motivo che adornava questo spazio.
Nella parete a nord la lettura degli affreschi parte dallo scomparto superiore e da sinistra verso destra. Il primo affresco che segue il ciclo della tematica legata a San Giovanni Battista e ai suoi contenuti agiografici, raffigura un angelo che appare a Zaccaria annunciandogli la nascita di San Giovanni, che regge un cartiglio in cui sta scritto un riferimento biblico: “Ne timras Zacharia quoniam exaudita ets”. Zaccaria si trova all'interno di un tempio al di fuori del quale c'è una folla di persone che assiste stupita. Un altro affresco ancora ben visibile raffigura "San Giovanni Battista in prigionia", nell'atto di sporgere la testa affinché venisse decapitata e vi si può leggere “spiculatores Iohs”; la sua decollazione avvenne, secondo le scritture, in seguito alla sua inimicizia e alla denuncia nei confronti di Erode della sua poligamia, ed è forse stato realizzato dallo stesso autore di quello sopra. Proseguendo nella zona alta dell'abside si possono osservare le raffigurazioni della nascita del bambino con la culla e nell'altro episodio a fianco il bambino che viene presentato a Zaccaria e c'è l'imposizione del suo nome per poi proseguire con la sua predicazione nel deserto una volta cresciuto. Il culto del Battista è di origine longobarda, egli assieme ad altri santi era diffuso tra il popolo, venerato in età medievale e probabilmente in molte chiese della zona venne riprodotto.
Questi affreschi si trovano in posizione alto-mediana e nella parte sottostante fino al pavimento la parete è completata da una sorta di velo, simile a quello che si trova in altre chiese veronesi e lombarde; inoltre a concludere la pittura parietale in alto è presente un tipo di greca che riporta somiglianze con altre chiese presenti nel territorio veronese come per esempio quella di S. Severo, SS. Nazario e Celso e altre analoghe greche in tutta la Padania. Un'analisi superficiale di queste opere ne fa dedurre che si trattasse della mano di ben due pittori, che lavorarono qui in periodi differenti, seguendo culture e tematiche diverse. Il primo sembra caratterizzarsi per una pittura di stampo tardo-padano, utilizzando tinte forti sia cromatiche che narrative e prediligendo i contrasti e i colpi di scena ad effetto. Egli sarebbe l'autore di due scene, una sopra l'altra, della parete settentrionale: si tratta dell'"apparizione dell'Angelo a San Zaccaria", padre di San Giovanni Battista e della "decollazione di San Giovanni". Gli affreschi invece dipinti nella nicchia absidale della navata minore e quelli dell'abside centrale, appaiono di mano diversa, più elegante della prima, sia nell'impaginazione generale delle scene e nella scelta della composizione cromatica generale, che nel tocco della pennellata, oltre ad una sicurezza del gesto pittorico. Questo secondo frescante si suppone possa essere stato un certo “Ciconia” e la sua opera si ipotizza attorno al XIV secolo. Egli si suppone abbia realizzato due episodi dell'Esodo: sopra la nicchia absidale sembra esserci raffigurata la "Traditio Legis", mentre l'altro sembra rappresenti la "Nascita di Maria Vergine e la sua presentazione al tempio". Purtroppo, lo stato generale degli affreschi ormai in rovina non permette di condurre ulteriori analisi.